# تپه شهر سوخته ۱۸۲
تپه شهر سوخته ۱۸۲ مربوط به هزاره سوم قم است و در شهرستان زابل، بخش شیب آب، دهستان لوتک، روستای حومه شهر سوخته، ۱۶/۵ کیلومتری جنوب غربی پایگاه باستان‌شناسی شهر سوخته واقع شده و این اثر در تاریخ ۱۵ اسفند ۱۳۸۵ با شمارهٔ ثبت ۱۷۹۷۰ به‌عنوان یکی از آثار ملی ایران به ثبت رسیده است.